# Ozbrojené síly Konfederovaných států amerických
Ozbrojené síly Konfederovaných států amerických (anglicky Military forces of the Confederate States) byly vojenskou silou Konfederace bojující proti Unii v americké občanské válce.

## Struktura
Ozbrojené síly Konfederace se skládaly ze tří složek:
- Armáda Konfederace (Confederate States Army)
- Námořnictvo Konfederace (Confederate States Navy)
- Námořní pěchota Konfederace (Confederate States Marine Corps)

Prezident Jefferson Davis podepsal první zákon povinné vojenské službě 16. dubna 1862. Ten vyžadoval, aby všichni bílí muži ve věku osmnáct až třicet pět let sloužili tři roky služby ve vojsku Konfederace. Vojáci, kteří již v armádě byli nyní měli povinnost sloužit dalších dvacet čtyři měsíců. Celkem ve všech ozbrojených složkách sloužilo 1 082 119 mužů.